# Пырский, Иван Михайлович
Иван Михайлович Пырский (пол. Jan Pyrski) (15 января 1906 года — 11 сентября 1967 года) — советский военачальник, генерал-полковник артиллерии (1958), генерал дивизии Народного Войска Польского.

## Биография
Русский. Родился в семье учителя рисования, черчения и чистописания, в 1922 году окончил школу 2-й ступени (9 классов).

Могила Пырского на Новодевичьем кладбище Москвы.

В 16 лет в Феодосии добровольно вступил в РККА, с июня 1922 года — красноармеец гаубичного артиллерийского дивизиона 3-й стрелковой дивизии (Крым), затем служил в Феодосийском артдивизионе береговых батарей Керченского УРа, с июня 1924 года в запасе. В октябре 1928 года вернулся на службу, был назначен помощником командира взвода сверхсрочной службы 75-го отдельного артдивизиона 4-й артбригады Ленинградского военного округа, затем учился в Объединённой военной Кремлёвской школе им. ВЦИК, по окончании, с 1931 года — командир взвода батареи учебного дивизиона полка Артиллерийских Краснознамённых АККУКС, в 1935 году окончил отделение адъюнктов АККУКС, адъюнкт, после — преподаватель артиллерии АККУКС. С декабря 1938 года — член ВКП(б). Принимал участие в Советско-финской войне начальником штаба артиллерии 28-го Особого стрелкового корпуса, вернулся на службу в АККУКС помощником начальника учебного отдела, был преподавателем тактики артиллерии АККУКС. Перед войной, в 1941 году заочно окончил Военную академию им. М. В. Фрунзе.
В начале Великой Отечественной войны на той же должности в звании майора, был назначен командиром 796-го гаубичного артиллерийского полка, затем — начальник артиллерии и заместитель командира 269-й стрелковой дивизии на Брянском фронте, начальник штаба артиллерии и заместитель командующего артиллерией 60-й армии, командующий артиллерией и заместитель командующего 69-й армии. В августе 1944 года назначен командующим артиллерией 2-й армии Войска Польского, на этой должности до конца войны. 16 апреля 1945 года тяжело ранен в районе Кюстрина при форсировании реки Нейсса, вернулся в строй уже после Победы.
После окончания войны вернулся в СССР, был назначен командующим артиллерией Бакинского (с мая 1946 года Закавказского) военного округа, заместителем командующего, затем командующим артиллерией Прибалтийского военного округа, с 31 октября 1951 года — начальник Ростовского высшего артиллерийского училища, с 31 августа 1954 года — начальник Ленинградского высшего артиллерийского училища. В 1957 году назначен заместителем командующего артиллерией по реактивному вооружению и специальной технике, с января 1961 года — заместитель командующего ракетными войсками и артиллерией. Организовывал испытания ядерного оружия. Избирался депутатом местных советов Риги, Ростова-на-Дону, Ленинграда и других городов.
С 27 января 1962 года в запасе, жил в Москве. Умер 11 сентября 1967 года после тяжелой болезни, похоронен на Новодевичьем кладбище.

## Семья
- Сын - Пырский, Виктор Иванович (1929-2017) - подполковник артиллерии
- Сын — Пырский, Михаил Иванович (1932—1994) — майор артиллерии.

## Звания
- генерал-майор артиллерии — 16.11.1943
- генерал-лейтенант артиллерии — 11.07.1946
- генерал-полковник артиллерии — 18.02.1958

## Награды

### Советского Союза
- два Ордена Ленина — 18.11.1944; 19.11.1945
- два Ордена Красного Знамени — 23.10.1943; 03.11.1944
- Орден Кутузова 1-й степени — 28.06.1945, 2-й степени — 23.08.1944
- Орден Суворова 2-й степени — 08.02.1943
- Орден Отечественной Войны 1-й степени — 29.06.1945
- Орден Красной Звезды — 27.03.1942 (за умелое руководство артиллерией 269-й стрелковой дивизии)
- Орден «Знак Почёта» — 16.08.1936 (за боевую подготовку части и ввод новой техники в строй)
- Медаль «За оборону Москвы»
- Медаль «За победу над Германией в Великой Отечественной войне 1941—1945 гг.»
- Медаль «За освобождение Варшавы»
- Медаль «30 лет Советской Армии и Флота»
- Медаль «В память 250-летия Ленинграда»
- Медаль «40 лет Вооруженных Сил СССР»
- Юбилейная медаль «Двадцать лет Победы в Великой Отечественной войне 1941—1945 гг.»

### Польши
- Орден «Крест Грюнвальда» 3-й степени — 11.5.1945
- Орден Возрождения Польши 3-й степени — 03.01.1945
- Орден «Знак Грюнвальда» (Крест Краевой Рады)
- Медаль «За Варшаву 1939-1945»
- Медаль «За Одру, Ниссу, Балтик»
- Медаль «Победы и Свободы»